# Rakouský institut

Logo Rakouského institutu

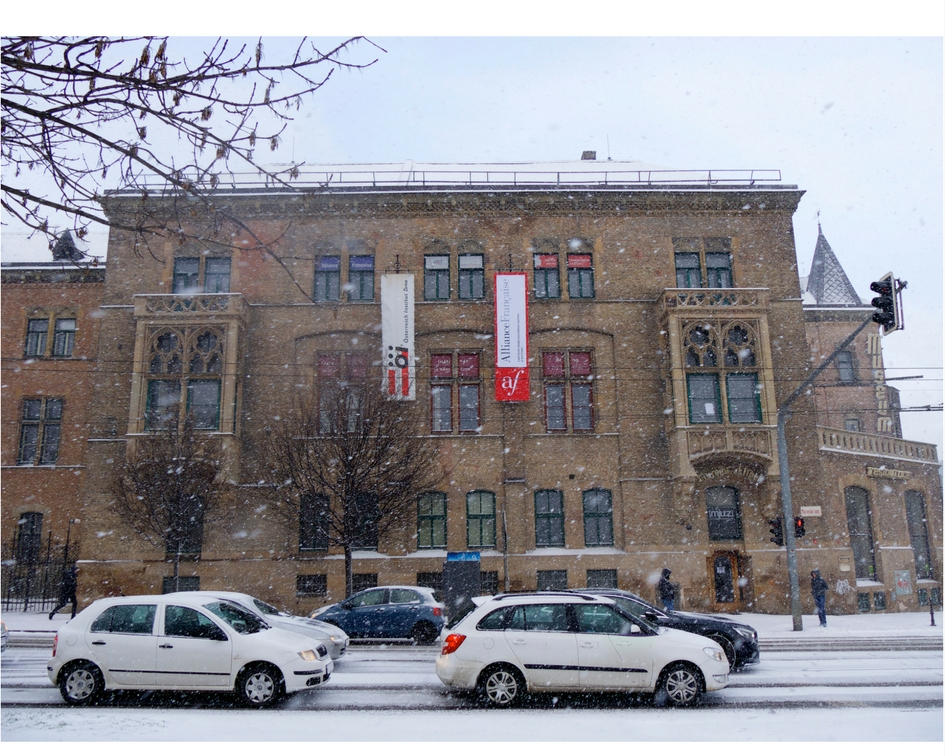
Pobočka L'Alliance Française a Rakouského institutu na Moravském náměstí 690/15 v Brně-Veveří

Rakouský institut (v originále Österreich Institut) je instituce rakouské zahraniční politiky působící při velvyslanectvích Rakouské republiky, která představuje Rakousko jako německy hovořící zemi a součást Evropské unie. Organizuje akce týkající se Rakouska, jakož i soutěže pro účastníky, učitele a žáky. Rakouský institut také spolupracuje s Goethe-Institutem, British Council a se španělským Institutem Cervantes. Všechny Rakouské instituty působí jako centra pro zkoušky ÖSD – Rakouský jazykový diplom z německého jazyka. Tento certifikát je mezinárodně uznáván.

## Historie
Společnost byla založena v roce 1997. Krátce poté byly organizovány kurzy německého jazyka v zahraničních zastupitelských úřadech v Bratislavě, Budapešti, Krakově, Miláně a Varšavě a byly zahrnuty a nově vedeny pod hlavičkou institutu.
Od roku 2001 existuje Rakouský institut v Brně, další jsou pak v Bratislavě, Budapešti, Krakově, Římě, Bělehradu, Varšavě a Vratislavi. Centrála ve Vídni vytváří materiály pro výuku němčiny jako je časopis Österreich Spiegel, multimediální portál Österreich Portal, sbírky materiálů odborné terminologie a didaktizace filmů.
Ročně projde kurzy institutu více než 10 000 účastníků. V roce 2004 byl dosažen doposud nejvyšší počet 10 167 účastníků. Rakouský institut získává jednak státní podporu od Rakouské republiky, ale od roku 2002 je také samofinancován přibližně z 85 %.

## Rakouský institut Brno – Österreich Institut Brno
Už od roku 2001 působí Rakouský institut v Brně jako expert na němčinu. Od roku 2003 sídlí v Berglově paláci na Moravském náměstí. Ročně uvítá více než 1 200 lidí ve svých 140 kurzech němčiny. Österreich Institut Brno je také místem setkávání, kromě kurzů němčiny pro všechny věkové a jazykové úrovně pořádá také autorská čtení, výstavy, literární večery – velmi oblíbená je akce Dlouhá noc krátkých textů. Österreich Institut Brno také spolupracuje s vyučujícími němčiny na poli dalšího vzdělávání a podporuje výuku němčiny různými akcemi, projekty a soutěžemi nejen pro základní a střední školy.
Zájemcům o němčinu nabízí řešení ušitá přímo na míru a ve spolupráci se svou centrálou neustále vyvíjí nové formáty kurzů a výukové metody.